# Cylisticus nasutus
Cylisticus nasutus är en kräftdjursart som beskrevs av Karl Wilhelm Verhoeff 1931. Cylisticus nasutus ingår i släktet Cylisticus och familjen Cylisticidae. Inga underarter finns listade i Catalogue of Life.